# Munidopsis albatrossae
Munidopsis albatrossae är en kräftdjursart som beskrevs av W. E. Pequegnat och L. H. Pequegnat 1973. Munidopsis albatrossae ingår i släktet Munidopsis och familjen trollhumrar. Inga underarter finns listade i Catalogue of Life.